# MRC Data
MRC Data (trước đây là Nielsen SoundScan) là một hệ thống thu thập dữ liệu do Mike Fine và Mike Shalett sáng lập năm 1991. MRC Data theo dõi doanh số bán các sản phẩm âm nhạc và video nhạc tại Mỹ và Canada. Dữ liệu được thu thập và được công bố hàng tuần vào Chủ nhật (cho doanh số album) và thứ Hai (cho doanh số bài hát) đến các khách hàng của họ, bao gồm các hãng thu âm, tạp chí, công ty xuất bản, các nhà bán lẻ âm nhạc, đài truyền hình... MRC Data cũng cung cấp số liệu cho các bảng xếp hạng của tạp chí âm nhạc Billboard, và do vậy nó trở thành nguồn chính thức cho số lượng đĩa nhạc được tiêu thụ trong ngành công nghiệp âm nhạc Mỹ.
Nielsen SoundScan bắt đầu theo dõi doanh số cho Nielsen từ ngày 1 tháng 3 năm 1991. Ngày 25 tháng 5 năm 1991, bảng xếp hạng Billboard 200 với dữ liệu từ Nielsen SoundScan lần đầu tiên được phát hành và bảng xếp hạng Hot 100 tương ứng được phát hành ngày 30 tháng 11 năm 1991.
Hiệp hội Công nghiệp Ghi âm Hoa Kỳ cũng theo dõi doanh số đĩa để phục vụ cho việc cấp chứng nhận cho đĩa nhạc, tuy nhiên họ không dùng số liệu từ Nielsen SoundScan mà bằng hệ thống chứng nhận RIAA của riêng họ.